# Parigi a piedi nudi
Parigi a piedi nudi (Paris pieds nus) è un film commedia franco-belga del 2016 scritto, diretto e co-prodotto da Dominique Abel e Fiona Gordon, i quali interpretano a loro volta i protagonisti della storia, Fiona e Dom. Nel film è inoltre presente Emmanuelle Riva, al suo ultimo lavoro prima della morte, avvenuta il 27 gennaio 2017.
La pellicola ha ricevuto un discreto successo, insieme a varie nomine e tre vittorie al Denver Film Festival, al Premio Magritte, al Premio Lumière e al Mill Valley Film Festival.

## Trama
Fiona, goffa e sbadata bibliotecaria in uno sperduto paese del Canada, riceve una lettera dalla zia Martha, partita anni prima per la Francia e che adesso, ormai alle soglie dei novant'anni e senza nessuno che la possa aiutare, teme di essere rinchiusa in un ricovero per anziani. Per scongiurare tale ipotesi, Martha scrive alla nipote, che subito si dirige a Parigi.
Una volta giunta nella capitale francese, Fiona scopre che l'anziana zia è scomparsa senza lasciare alcuna traccia di sé: non sapendo cosa fare e sentendosi estremamente disorientata, poiché non conosce la lingua del posto, cammina fino alle rive della Senna. Nel tentativo di scattare una foto ricordo, cade nel fiume, perdendo di conseguenza anche ogni suo effetto personale.
Lo zaino della donna viene ritrovato dal secondo protagonista della vicenda, Dom, un galante clochard parigino che con i soldi trovati si concede una lussuosa cena su un battello-ristorante: qui incontra Fiona, che dopo alcuni momenti di confusione riconosce i suoi effetti personali e capisce che l'uomo se ne è appropriato. Nonostante lei cerchi di allontanare Dom perché infastidita dal suo comportamento, il clochard si è completamente invaghito di lei e decide di seguirla ovunque.
Successivamente Fiona realizza di aver bisogno dell'uomo per riuscire nella sua impresa, data la sua totale non conoscenza del suolo parigino e della lingua francese. Così, dunque,  inizia la tortuosa e comica avventura dei due protagonisti sulle tracce della fuggitiva zia Martha:  essa viene confusa con una sua amica di cui lo stesso giorno viene fatto il funerale e al quale, peraltro, la stessa Fiona è stata invitata in qualità di unica parente in vita.
Una volta chiarito il fraintendimento, la ricerca prosegue e, inconsapevolmente, i tre protagonisti si incontrano di sfuggita molteplici volte, soprattutto Martha e Dom che, una sera, si ubriacano bevendo champagne insieme sulle rive della Senna. Successivamente la zia trova il telefono di Fiona, perso all'inizio del viaggio, e la contatta, raccontandole della notte precedente con l'uomo misterioso.
Gli innumerevoli fraintendimenti e le comiche vicende si concludono sulla cima della Torre Eiffel, dove Dom e Fiona ritrovano la zia Martha addormentata. La storia si conclude con un finale inaspettato.

## Personaggi principali
- Fiona: bibliotecaria canadese goffa e maldestra che si ritrova catapultata in una realtà diametralmente opposta a ciò a cui è abituata. La sua sbadataggine fa da filo conduttore a tutto ciò che accade durante la ricerca della zia Martha.
- Dom: galante clochard parigino, vanitoso ed egoista, con un fascino tutto suo. La personalità del dinoccolato Dom si esprime a pieno attraverso i suoi abiti troppo larghi, i capelli fuori controllo e l’espressione folle: invaghitosi di Fiona, decide di seguirla ovunque ed aiutarla, quindi, nella ricerca della zia scomparsa.
- Martha: anziana signora alle soglie dei novant'anni trasferitasi quarant'anni prima in Francia; mantiene comunque un'indole stravagante ed indipendente, e per questo decide di sparire, così da scongiurare ogni possibilità di ricovero in una struttura per anziani.

## Produzione
In alcune interviste rilasciate, tra cui quelle per Nientepopcorn.it e Cinematographe, Fiona Gordon e Dominique Abel raccontano della produzione del film, soffermandosi in particolare sulle ispirazioni, la fisicità dei loro film e infine la presenza di Emmanuelle Riva tra gli attori principali, segnando la sua ultima partecipazione ad una produzione cinematografica prima della morte avvenuta il 27 gennaio 2017.
Mentre scrivono, i registi affermano di non sapere mai che facce avranno i loro personaggi e quindi a quali attori affidare i relativi ruoli. I copioni sono spesso in continua evoluzione e sono composti da piccole situazioni. Per questo motivo, ammettono di aver incontrato non poche difficoltà nella ricerca di finanziatori per i loro film. (Fiona Gordon e Dominique Abel sul film.)
«Il campo dei nostri riferimenti e delle ispirazioni è enorme, andiamo dal norvegese Bent Hamer ad un Michel Gondry [...]. Poi Charlie Chaplin, Tati, Roberto Benigni, Hitchcock, Federico Fellini, tanti giapponesi, tanti italiani [...]. Le ispirazioni sono davvero tantissime, ma soprattutto i punti di riferimento sono sempre i clown del circo. Per esempio anche Stanlio e Ollio ci sono vicini [...]. Quando cominciamo a recitare, cerchiamo di non pensare troppo a questi riferimenti, così ingombranti e così difficili da raggiungere, anche se poi le ispirazioni si vedono. »
(Fiona Gordon e Dominique Abel sulle loro ispirazioni.)

## Colonna sonora

### Tracce
1. Gymnopédie No. 1, composta da Erik Satie ed eseguita da Daniel Versano
2. Fox Trot - Suite for Jazz Orchestra N°1, composta da Dmitrij Dmitrievič Šostakovič (1934)
3. Waltz - Suite for Jazz Orchestra N°1, composta da Dmitrij Dmitrievič Šostakovič (1934)
4. Last Tango in Paris, composta da Gato Barbieri (1972) ed eseguita dal Gotan Project (dall'album del 2011 La revancha del tango)
5. Last Tango in Paris, composta da Gato Barbieri (1972), fischiettata da Dominique Abel
6. The Swimming Song, scritta da Loudon Wainwright III ed eseguita da Kate McGarrigle e Anna McGarrigle (conosciute come Anna & Kate McGarrigle)
7. Katajjait Melodies - Baffin Land, Hudson Bay, Aqausiq and Katajjait of Annahatak
8. El Esquinazo – Juan d’Arienzo
9. Espinita – Banda Ionica
10. Little Man You’ve Had A Busy Day – Ray Noble
11. Don’t be afraid – Kurt Weill & Bertolt Brecht
12. Happy Campers – Daniel May & Marc Ferrari

## Distribuzione

### Date di uscita[3]
- 16 ottobre 2016 (La Roche-sur-Yon International Film Festival); 13 dicembre 2016 (Les Arcs International Film Festival); gennaio 2017 (Rendez-vous du cinéma français) in Francia
- 2 settembre 2016 (Telluride Film Festival); 24 ottobre 2016 (Chicago International Film Festival e Philadelphia International Film Festival); 11 novembre 2016 (Denver International Film Festival); 14 gennaio 2017 (Palm Springs International Film Festival); 10 febbraio 2017 (Portland International Film Festival); 30 marzo 2017 (Cleveland International Film Festival e RiverRun International Film Festival); 29 aprile 2017 (Montclair Film Festival); 3 giugno 2017 (Berkshire International Film Festival); 16 giugno 2017 (Provincetown International Film Festival); 20 ottobre 2017 (Adirondack Film Festival) negli Stati Uniti d'America
- 12 ottobre 2016 in Inghilterra (London Film Festival)
- 1 dicembre 2016 a Hong Kong (FCP 2016)
- settembre 2016 in Svizzera (Festival du Film Français d'Helvétie - Bienne)
- ottobre 2016 in Brasile (Rio de Janeiro International Film Festival)
- 10 marzo 2017 in Estonia
- 15 marzo 2017 in Belgio
- 23 marzo 2017 in Lituania (Kino Pavasaris - Vilnius Film Festival)
- 30 marzo 2017 in Uruguay (Muestra de Avant-Premieres de Cine Francés)
- 27 aprile 2017 in Ungheria
- 11 maggio 2017 in Argentina
- 18 maggio 2017 nella Corea del Sud
- 9 giugno 2017 in Svezia
- 29 giugno 2017 in Germania (Munich International Film Festival)
- 1 luglio 2017 nella Repubblica Ceca (Karlovy Vary International Film Festival)
- 7 luglio 2017 in Canada
- 15 luglio 2017 in Israele (Jerusalem Film Festival)
- 29 luglio 2017 in Polonia (Film and Art Festival Two Riversides)
- 5 agosto 2017 in Giappone
- 10 agosto 2017 in Ucraina
- 6 ottobre 2017 in Bulgaria
- 20 ottobre 2017 in Messico
- 24 novembre 2017 in Irlanda
- 5 aprile 2018 in Nuova Zelanda
- 17 maggio 2018 in Italia
- 16 dicembre 2018 in Finlandia
- 21 dicembre 2018 in Spagna

## Accoglienza

### Incassi
Nel mondo, il film ha incassato complessivamente 2.067.670 dollari al botteghino.

### Critica
Sul sito Internet Movie Database il film ha ottenuto una votazione di 6,2/10. Sul sito The Hollywood Reporter, la produzione viene presentata come «commedia di piccola scala evocativa delle tradizioni comiche di Buster Keaton ». The New York Times, inoltre, dice che «molti dei piaceri di Parigi a piedi nudi provengono dal vedere le coincidenze moltiplicarsi, mentre Fiona, Dom e Martha non riescono ad incontrarsi per poco [...] Il film risulta leggermente noioso per la lunghezza delle azioni, ma è pur sempre un divertimento vincente ».

## Riconoscimenti
| Award/Film festival              | Categoria                                  | Nomine              | Risultati  |
| -------------------------------- | ------------------------------------------ | ------------------- | ---------- |
| Denver Film Festival (2016)      | Premio Rare Pearl                          | Parigi a piedi nudi | Vincitore  |
| Premio Magritte, Belgio (2018)   | Miglior montaggio                          | Sandrine Deegen     | Vincitrice |
| Premio Magritte, Belgio (2018)   | Miglior film                               | Parigi a piedi nudi | Nominato   |
| Premio Magritte, Belgio (2018)   | Miglior attrice                            | Fiona Gordon        | Nominata   |
| Premio Lumière, Francia (2018)   | Miglior film di lingua francese            | Parigi a piedi nudi | Nominato   |
| Mill Valley Film Festival (2016) | Premio Audience (Mind The Gap - Narrativa) | Parigi a piedi nudi | Vincitore  |